# Гостивар
Го́стивар — город в Северной Македонии в регионе Полог. Расположен у подножия горного массива Шар. Административный центр — общины Гостивар. Население Гостивара составляет 32 814 человек (2021). От него идут автомагистральные сообщения в Тетово, Скопье, Кичево и Охрид, есть железнодорожное сообщение со столицей Скопье. Недалеко от Гостивара находится деревня Вруток, у которой на высоте 683 м протекает река Вардар.

## История
В XIX века Гостивар становится центром казы в Османской империи. По данным болгарского этнографа Васила Кынчова в конце XIX века численность населения Гостивара составляла 3735 человек — 3100 турки, 310 болгары, 100 албанцы, 25 влахи и 200 цыгане. 

## Демография

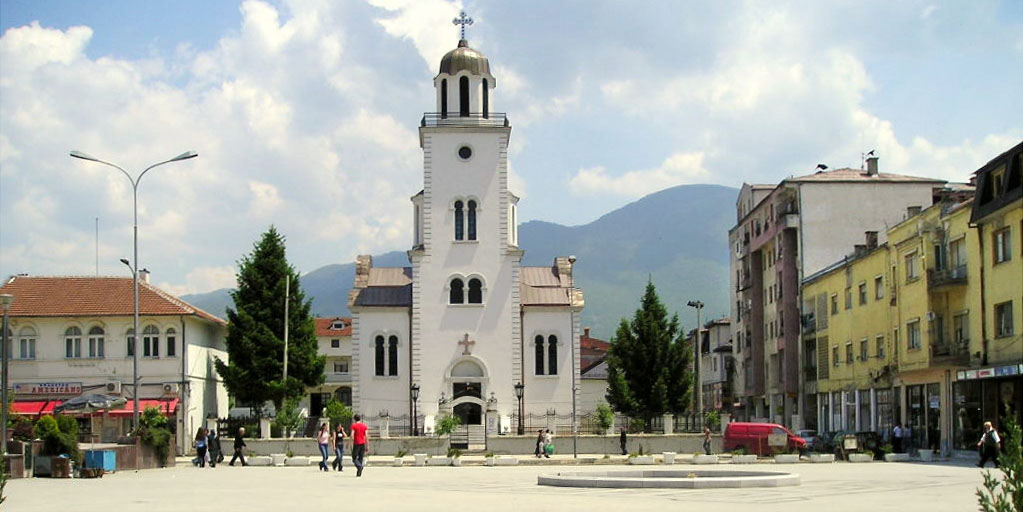
Центр Гостивара

Население Гостивара составляет 35 847 человек (2002). Этнический состав:
| Национальность | Всего            |
| Албанцы        | 16 890 (47,12 %) |
| Македонцы      | 11 885 (33,15 %) |
| Турки          | 4 559 (12,72 %)  |
| Цыгане         | 1 899 (5,3 %)    |
| Сербы          | 146 (0,41 %)     |
| Боснийцы       | 34 (0,09 %)      |
| Арумыны        | 15 (0,04 %)      |
| Остальные      | 419 (1,17 %)     |

## Известные личности
Адмир Мехмеди, швейцарский и македонский футболист, нападающий немецкого клуба «Байер 04» из Леверкузена и сборной Швейцарии. Родился в Гостиваре.